# Słowenia na Zimowych Igrzyskach Olimpijskich 1992
Słowenię na Zimowych Igrzyskach Olimpijskich 1992 reprezentowało 27 zawodników: dwudziestu mężczyzn i siedem kobiet. Był to pierwszy start reprezentacji Słowenii na zimowych igrzyskach olimpijskich.

## Skład reprezentacji

### Narciarstwo alpejskie
Mężczyźni
| Zawodnik       | Konkurencja   | Wyścig 1 | Wyścig 2 | Suma    | Suma    |
| Zawodnik       | Konkurencja   | Czas     | Czas     | Czas    | Miejsce |
| -------------- | ------------- | -------- | -------- | ------- | ------- |
| Jure Košir     | Supergigant   |          |          | 1:16.56 | 29      |
| Mitja Kunc     | Supergigant   |          |          | 1:16.49 | 27      |
| Gregor Grilc   | Supergigant   |          |          | 1:15.71 | 20      |
| Andrej Miklavc | Slalom gigant | 1:07.91  | 1:05.04  | 2:12.95 | 24      |
| Mitja Kunc     | Slalom gigant | 1:07.48  | 1:05.40  | 2:12.88 | 23      |
| Jure Košir     | Slalom gigant | 1:07.41  | 1:04.82  | 2:12.23 | 22      |
| Gregor Grilc   | Slalom gigant | 1:06.80  | 1:04.70  | 2:11.50 | 16      |
| Klemen Bergant | Slalom        | 56.27    | 56.25    | 1:52.52 | 24      |
| Andrej Miklavc | Slalom        | 55.02    | 54.45    | 1:49.47 | 17      |
| Jure Košir     | Slalom        | 54.88    | 54.61    | 1:49.49 | 19      |
| Gregor Grilc   | Slalom        | 54.73    | 55.22    | 1:49.95 | 22      |

Kombinacja mężczyzn
| Zawodnik   | Zjazd   | Slalom | Slalom | Suma   | Suma    |
| Zawodnik   | Czas    | Czas 1 | Czas 2 | Punkty | Miejsce |
| ---------- | ------- | ------ | ------ | ------ | ------- |
| Jure Košir | 1:49.60 | 51.32  | 51.95  | 59.78  | 13      |

Kobiety
| Zawodniczka    | Konkurencja   | Wyścig 1          | Wyścig 2      | Suma              | Suma    |
| Zawodniczka    | Konkurencja   | Czas              | Czas          | Czas              | Miejsce |
| -------------- | ------------- | ----------------- | ------------- | ----------------- | ------- |
| Urška Hrovat   | Supergigant   |                   |               | Zdyskwalifikowana | –       |
| Barbara Brlec  | Supergigant   |                   |               | Nie ukończyła     | –       |
| Špela Pretnar  | Supergigant   |                   |               | Nie ukończyła     | –       |
| Nataša Bokal   | Supergigant   |                   |               | 1:27.42           | 32      |
| Špela Pretnar  | Slalom gigant | Zdyskwalifikowana | –             | Zdyskwalifikowana | –       |
| Barbara Brlec  | Slalom gigant | 1:09.50           | Nie ukończyła | Nie ukończyła     | –       |
| Katjuša Pušnik | Slalom gigant | 1:08.99           | Nie ukończyła | Nie ukończyła     | –       |
| Nataša Bokal   | Slalom gigant | 1:07.20           | 1:08.44       | 2:15.64           | 13      |
| Veronika Šarec | Slalom        | Nie ukończyła     | –             | Nie ukończyła     | –       |
| Katjuša Pušnik | Slalom        | 50.06             | 46.39         | 1:36.45           | 16      |
| Urška Hrovat   | Slalom        | 49.04             | 45.46         | 1:34.50           | 10      |
| Nataša Bokal   | Slalom        | 48.62             | Nie ukończyła | Nie ukończyła     | –       |

Kombinacja kobiet
| Zawodniczka  | Zjazd   | Slalom | Slalom | Suma   | Suma    |
| Zawodniczka  | Czas    | Czas 1 | Czas 2 | Punkty | Miejsce |
| ------------ | ------- | ------ | ------ | ------ | ------- |
| Nataša Bokal | 1:29.02 | 35.05  | 34.60  | 42.60  | 7       |

### Biathlon
Mężczyźni
| Konkurencja  | Zawodnik      | Pudła | Czas    | Miejsce |
| ------------ | ------------- | ----- | ------- | ------- |
| 10 km Sprint | Uroš Velepec  | 2     | 29:54.3 | 68      |
| 10 km Sprint | Boštjan Lekan | 1     | 28:42.4 | 51      |
| 10 km Sprint | Janez Ožbolt  | 0     | 28:31.1 | 43      |
| 10 km Sprint | Sašo Grajf    | 0     | 27:58.8 | 33      |

| Konkurencja   | Zawodnik      | Czas      | Pudła | Skorygowany czas | Miejsce |
| ------------- | ------------- | --------- | ----- | ---------------- | ------- |
| Bieg na 20 km | Jure Velepec  | 1'02:12.6 | 2     | 1'04:12.6        | 56      |
| Bieg na 20 km | Janez Ožbolt  | 1'00:47.2 | 1     | 1'01:47.2        | 33      |
| Bieg na 20 km | Sašo Grajf    | 57:39.2   | 3     | 1'00:39.2        | 24      |
| Bieg na 20 km | Boštjan Lekan | 59:26.8   | 1     | 1'00:26.8        | 21      |

Sztafeta mężczyzn 4 x 7,5 km
| Zawodnicy                                         | Wyścig | Wyścig    | Wyścig  |
| Zawodnicy                                         | Pudła  | Czas      | Miejsce |
| ------------------------------------------------- | ------ | --------- | ------- |
| Uroš Velepec Sašo Grajf Jure Velepec Janez Ožbolt | 6      | 1'39:03.2 | 20      |

### Biegi narciarskie
Mężczyźni
| Konkurencja                           | Zawodnik        | Wyścig    | Wyścig  |
| Konkurencja                           | Zawodnik        | Czas      | Miejsce |
| ------------------------------------- | --------------- | --------- | ------- |
| Bieg na 10 km stylem klasycznym       | Robert Kerštajn | 33:37.5   | 74      |
| Bieg na 10 km stylem klasycznym       | Jožko Kavalar   | 32:49.6   | 71      |
| Bieg łączony na 15 km stylem dowolnym | Robert Kerštajn | 48:05.3   | 67      |
| Bieg łączony na 15 km stylem dowolnym | Jožko Kavalar   | 46:36.9   | 62      |
| Bieg na 30 km stylem klasycznym       | Jožko Kavalar   | 1'35:16.3 | 65      |
| Bieg na 30 km stylem klasycznym       | Robert Kerštajn | 1'32:17.6 | 50      |
| Bieg na 50 km stylem dowolnym         | Robert Kerštajn | 2'26:26.3 | 58      |
| Bieg na 50 km stylem dowolnym         | Jožko Kavalar   | 2'13:17.9 | 24      |

### Łyżwiarstwo figurowe
Mężczyźni
| Zawodnik     | Konkurencja | SP | FS           | TFP          | Miejsce |
| ------------ | ----------- | -- | ------------ | ------------ | ------- |
| Luka Klasinc | Soliści     | 26 | Nie ukończył | Nie ukończył | –       |

Kobiety
| Zawodniczka | Konkurencja | SP | FS            | TFP           | Miejsce |
| ----------- | ----------- | -- | ------------- | ------------- | ------- |
| Mojca Kopač | Solistki    | 26 | Nie ukończyła | Nie ukończyła | –       |

### Narciarstwo dowolne
Mężczyźni
| Zawodnik            | Konkurencja | Kwalifikacja | Kwalifikacja | Kwalifikacja | Finał                  | Finał                  | Finał                  |
| Zawodnik            | Konkurencja | Czas         | Punkty       | Miejsce      | Czas                   | Punkty                 | Miejsce                |
| ------------------- | ----------- | ------------ | ------------ | ------------ | ---------------------- | ---------------------- | ---------------------- |
| Marko Jemec         | Muldy       | 36.78        | 16.92        | 35           | Nie zakwalifikował się | Nie zakwalifikował się | Nie zakwalifikował się |
| Aleksander Peternel | Muldy       | 38.25        | 18.70        | 28           | Nie zakwalifikował się | Nie zakwalifikował się | Nie zakwalifikował się |

### Skoki narciarskie
| Zawodnik     | Konkurencja       | Skok 1    | Skok 1 | Skok 2    | Skok 2 | Suma  | Suma    |
| Zawodnik     | Konkurencja       | Odległość | Nota   | Odległość | Nota   | Nota  | Miejsce |
| ------------ | ----------------- | --------- | ------ | --------- | ------ | ----- | ------- |
| Franci Petek | Skocznia normalna | 79.5      | 93.7   | 83.0      | 99.8   | 193.5 | 21      |
| Matjaž Zupan | Skocznia normalna | 82.5      | 97.5   | 83.0      | 99.8   | 197.3 | 18      |
| Primož Kopač | Skocznia normalna | 82.0      | 98.2   | 79.0      | 91.4   | 189.6 | 26      |
| Samo Gostiša | Skocznia normalna | 84.0      | 101.4  | 84.0      | 100.4  | 201.8 | 12      |
| Samo Gostiša | Skocznia duża     | 97.5      | 72.5   | 103.5     | 86.4   | 158.9 | 22      |
| Damjan Fras  | Skocznia duża     | 101.5     | 79.6   | 84.0      | 50.6   | 130.2 | 42      |
| Matjaž Zupan | Skocznia duża     | 101.5     | 81.6   | 96.0      | 72.4   | 154.0 | 27      |
| Franci Petek | Skocznia duża     | 107.0     | 94.8   | 99.5      | 82.3   | 177.1 | 8       |

Skocznia duża – konkurs drużynowy mężczyzn
| Zawodnicy                                           | Wyniki | Wyniki  |
| Zawodnicy                                           | Nota   | Miejsce |
| --------------------------------------------------- | ------ | ------- |
| Samo Gostiša Franci Petek Matjaž Zupan Primož Kopač | 543.3  | 6       |